# Sankt Stefan ob Leoben
Sankt Stefan ob Leoben is een gemeente in de Oostenrijkse deelstaat Stiermarken, en maakt deel uit van het district Leoben.
Sankt Stefan ob Leoben telt 2062 inwoners.
Stadsgemeenten:
Eisenerz ·
Leoben ·
Trofaiach

Marktgemeenten:
Kalwang ·
Kammern im Liesingtal ·
Kraubath an der Mur ·
Mautern in Steiermark ·
Niklasdorf ·
Sankt Michael in Obersteiermark ·
Sankt Peter-Freienstein ·
Vordernberg

Overige gemeenten:
Proleb ·
Radmer ·
Sankt Stefan ob Leoben ·
Traboch ·
Wald am Schoberpaß
- Gemeinsame Normdatei: 4699504-3
- Virtual International Authority File: 240103353